# Adlumia fungosa
Adlumia fungosa là một loài thực vật có hoa trong họ Anh túc. Loài này được (Aiton) Britton, Sterns & Poggenb. mô tả khoa học đầu tiên năm 1888.

## Hình ảnh

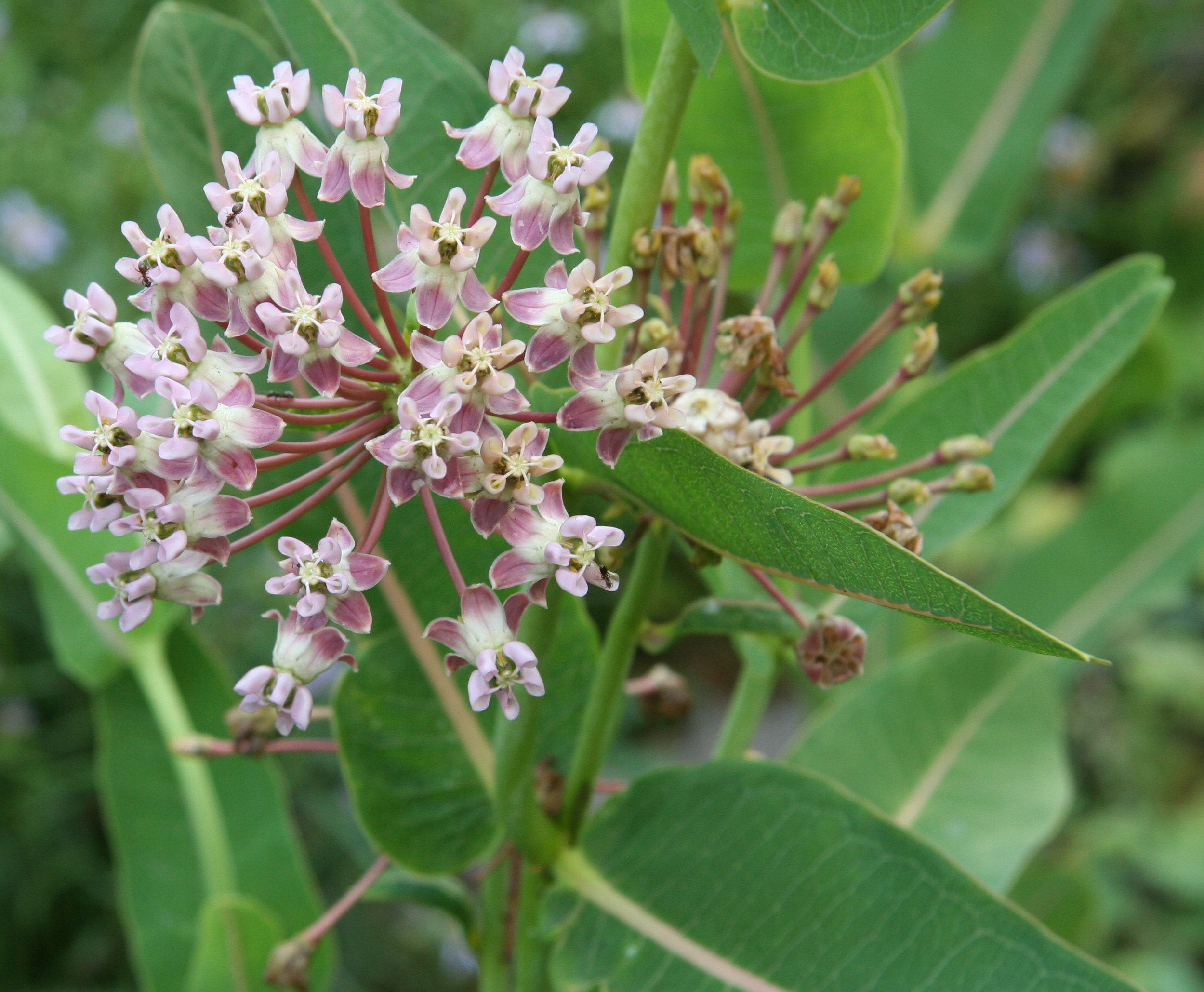
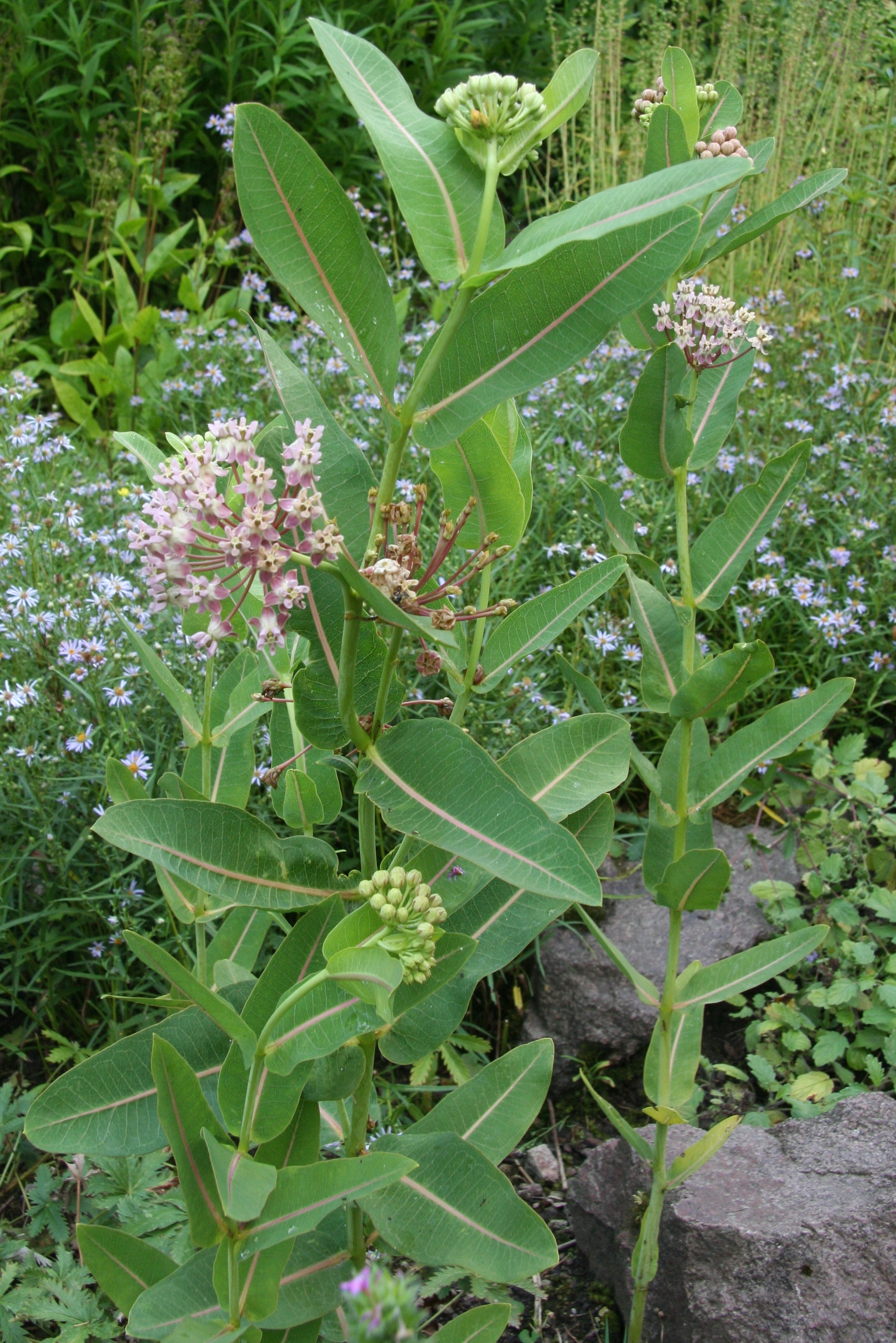